# Episodi de I signori della fuga (prima stagione)
La prima stagione della serie televisiva I signori della fuga è stata trasmessa dal canale statunitense A&E Network dal 6 marzo 2011 al 29 maggio 2011.
In Italia la prima stagione è andata in onda su Fox dal 21 novembre 2011 al 23 gennaio 2012.
| nº | Titolo originale                  | Titolo italiano       | Prima TV USA   | Prima TV Italia  |
| -- | --------------------------------- | --------------------- | -------------- | ---------------- |
| 1  | Pilot                             | I re dell'evasione    | 6 marzo 2011   | 21 novembre 2011 |
| 2  | Collected                         | Il collezionista      | 13 marzo 2011  | 28 novembre 2011 |
| 3  | The Bag Man                       | Il segreto di T-Bag   | 20 marzo 2011  | 5 dicembre 2011  |
| 4  | Out of the Mouths of Babes        | La verità dei bambini | 27 marzo 2011  | 12 dicembre 2011 |
| 5  | Queen of Hearts                   | Vedova nera           | 3 aprile 2011  | 12 dicembre 2011 |
| 6  | Like Father, Like Son             | Idee esplosive        | 10 aprile 2011 | 19 dicembre 2011 |
| 7  | Fun with Chemistry                | Alchimia omicida      | 17 aprile 2011 | 26 dicembre 2011 |
| 8  | Steaks                            | Sete di vendetta      | 24 aprile 2011 | 2 gennaio 2012   |
| 9  | One for the Money                 | Fascino criminale     | 1º maggio 2011 | 9 gennaio 2012   |
| 10 | Paid in Full                      | Pagato per uccidere   | 8 maggio 2011  | 9 gennaio 2012   |
| 11 | Off the Beaten Path               | Follia omicida        | 15 maggio 2011 | 16 gennaio 2012  |
| 12 | There are Rules                   | Le regole della banda | 22 maggio 2011 | 16 gennaio 2012  |
| 13 | Where in the World Is Carmen Vega | Il ricatto            | 29 maggio 2011 | 23 gennaio 2012  |